# Dialogus de Passione
Dialogus de Passione; właściwie Dialogus de Passione abo Żałosna Tragedyja o Męce Jezusa z anonimowych tekstów XV-XVIII wiecznych złożył Kazimierz Dejmek – misterium pasyjne Kazimierza Dejmka. 
Pierwsza wersja – dla Teatru Ateneum w Warszawie została zatrzymana przez Główny Urząd Kontroli Prasy, Publikacji i Widowisk (premiera miała odbyć się 25 października 1969 r.). Dialogus... wystawiono w Szczecinie w roku 1971 (bez udziału Dejmka, który przebywał wówczas na emigracji) w reżyserii Jitki Stokalskiej. Kazimierz Dejmek swój premierowy spektakl wystawił w Teatrze Nowym w Łodzi dopiero w r. 1975. 
Tekst misterium ułożył Kazimierz Dejmek z fragmentów staropolskich misteriów. Znalazły się tam: Intermedium na Niedzielę Palmową, Dialog o Męce Pana Naszego Jezusa Chrystusa na Niedzielę Palmową, Dialog o Męce Pana Naszego Jezusa Chrystusa na dzień szósty Wielkiego Tygodnia, Utarczka krwawie wojującego Boga, Żałosna tragedyja o Męce Chrystusa, Męka Pana Naszego Jezusa Chrystusa, Końskowolski Dialog Wielkanocny, Dialogus pro die Parascenes, Krośnieńska Historia Pasyjna, Dramo-opera o Umęczeniu Chrystusa, Lament Świętokrzyski, fragmenty z Rozmyślań Dominikańskich, Dialog o św. Katarzynie i inne. Postać Chrystusa postanowił Dejmek (jak sam pisał) „ukazać w formie symbolizujących Go rzeźb, co wpłynęło na dobór i układ tekstów”. 
W części pierwszej występują pieśni chorałowe (śpiewa chór męski - basowo-tenorowy): Hosanna filio David, Gloria laus, Amicus meus, Judas mercator. W części drugiej: Popule meus, Crux Fidelis, Vexilla Regis. W scenie wjazdu Jezusa do Jerozolimy – chór dziecięcy (śpiewa: Narodził się nam Zbawiciel i Wiwat dzisiaj Boskiej Istności). Jako pieśni diabelskie wykorzystano anonimowe XVI i XVII wieczne pieśni: Cóż też czynisz, miły bracie; Wszechmogący Panie, dziwnoś swój świat sprawił; Nie złodziejem choć kradnę; i Władysława z Gielniowa – Jezusa Judasz przedał za pieniądze nędzne. 

## Budowa utworu:[3]
- Część pierwsza – Prolog
  - Scena I – Concilium kapłańskie
  - Scena II – Concilium diabelskie
  - Scena III – Wjazd do Jerozolimy
  - Scena IV – Zdrada Judasza
  - Scena V – Rozmowa Marii Panny z Judaszem i Janem
  - Scena VI – Jezus przed Annaszem, Kajfaszem i Herodem
  - Scena VII – Judasz zwraca pieniądze biskupom, a potem się obwiesi
- Część druga
  - Scena VIII – Jezus przed Piłatem
  - Scena IX – Ubiczowanie i cierniem koronowanie
  - Scena X – Jezus skazany na śmierć
  - Scena XI – Droga krzyżowa
  - Scena XII – Ukrzyżowanie
  - Scena XIII – Lament Matki Bożej pod Krzyżem
  - Scena XIV – Epilog

## Prapremiera
28 marca 1971 r. w Teatrze Polskim w Szczecinie: reż. Jitka Stokalska, oprac. tekstu i inscenizacja: Kazimierz Dejmek, scenografia: Zenobiusz Strzelecki, oprac. muz. Stefan Sutkowski, dyrygent chóru: Jan Szyrocki.

## Ważniejsze realizacje
- 28 września 1975, Teatr Nowy w Łodzi: reż. Kazimierz Dejmek, scenografia: Zenobiusz Strzelecki, oprac. muz. Stefan Sutkowski, z udziałem chóru dziecięcego Szkoły Muzycznej im. Henryka Wieniawskiego pod kier. Henryka Blachy.
- 1998 – Teatr Narodowy w Warszawie – reż. K. Dejmek, kier. muz. Mirosław Jastrzębski, z udziałem Warszawskiego Zespołu Chorałowego pod kier. Tadeusza Olszewskiego.

## Źródła
- Dialogus de Passione Abo Żałosna tragedyja o Męce Jezusa z anonimowych tekstów XV, XVI i XVII-wiecznych złożył Kazimierz Dejmek [program teatralny]. Łódź. Teatr Nowy, 1975.
- Julian Lewański, Dialogus de Passione…, w: Sto lat sceny polskiej w Łodzi 1888-1988, pod red. Anny Kuligowskiej, Łódź 1993.
- Kamila Bialik, Między tekstem a sceną. Staropolskie inscenizacje Kazimierza Dejmka. Olsztyn 2014.
- Dialogus de Passione -realizacje w bazie e-teatr